# 谷間の百合
『谷間の百合』（たにまのゆり、仏語 Le Lys dans la vallée）はオノレ・ド・バルザックによる長編小説。彼の「人間喜劇」では「風俗研究」の「田園生活風景」に分類されている。舞台はアンドル川の谷間。
1835年11月号・12月号パリ評論に冒頭部分から二回連載されたが中断し、翌年に完成版として出版された。

## あらすじ
復古王政初期を時代背景に、語り手である青年貴族フェリックスと薄幸のモルソフ伯爵夫人との悲恋を描く。
家族に疎まれて育った末っ子であるフェリックスは舞踏会でアンリエットに一目惚れする。アンリエットはプラトニックな関係を望み母性的愛情を持って接し、彼に処世術を教えパリへ送り出す。フェリックスはパリでダッドレー夫人(アラベル)と出会い、恋愛関係になる。アンリエットはダッドレー夫人への嫉妬心で死んでしまう。
この小説にはモデルがいてアンリエットはベルニー夫人(fr:Laure de Berny)

アラベルはヴィスコンティ夫人(fr:Frances-Sarah Guidoboni-Visconti) と言われている。

## 登場人物
- モルソーフ伯爵夫人(fr:Madame de Mortsauf)

名はアンリエット。ルノンクール家の出身。クロシュグールドの館の主。ジャックという息子とマドレーヌという娘がいる。
- フェリックス・ド・ヴァンドネス(fr:Félix de Vandenesse)

アンリエットへ思いを寄せる。兄と姉がいる。
- ダッドレー夫人(fr:Lady Dudley)

名はアラベル。フェリックスの愛人。イギリス人。
- モルソーフ伯爵

アンリエットの夫。亡命貴族。癇癪持ちでトリクトラクを好む。
- ナタリー・ド・マネルヴィル(fr:Natalie de Manerville)

フェリックスの現在の恋人。終盤に登場。